# 닉 피촐라토
니컬러스 오스틴 "닉" 피촐라토(영어: Nicholas Austin "Nic" Pizzolatto, 1975년 10월 18일 ~ )는 미국의 소설가, 각본가이다. TV 드라마 《트루 디텍티브》, 영화 《매그니피센트 7》(2016)의 각본가로 유명하다.